# 本場ぢょしこうマニュアル
『本場ぢょしこうマニュアル』（ほんばぢょしこうマニュアル）は日本の漫画家・有間しのぶの4コマ漫画作品。有間のデビュー作でもある。1982年から約8年間、週刊ヤングマガジン（講談社）に連載。単行本全4巻。
1987年には東映で映画化。2004年には『本場ぢょしこうマニュアルSELECTION』全1巻が出版されている。
女性作家が女子高生の実体をギャグ漫画にしている。細く抑揚の無い一種なげやりとも見える描線で、落書き的に可愛い少女を描き、4コマ漫画の形式にしている。多数の少女が名前付きで、キャラクター設定もされて各話で主役を演じている。本作では、醜女、肥満少女、色気の無い少女など、普通、美少女中心の漫画では描かれない、もしくは描かれても脇役でしかない存在を主役にして、彼女等の存在をもきちんとした人格として扱っている。
4コマ漫画ゆえ物語の一貫性はほとんど無く、キャラクターの一貫性でつないでいる。約8年間の連載中彼女等は年をとらない。女子高の平凡な話が描かれており、デフォルメするより、むしろ事実に忠実に描くことでギャグを迫真的なものとしている。そして、前記の様々な少女達の本音と建前を同時に表現することにより、全ての人間に内包されている歓びや悲しみ・自尊心と嫉妬・愛と憎しみ・包容と差別感や虐待などが表裏一体であることを残酷なまでに事実のまま表現されている。

## キャラクター
小川先生
担任の先生。メガネをかけている。結婚していて小さな子供もいる。
山田先生
若い先生であり、独身である。正確や容姿がよく、生徒から非常に人気がある先生である。
家庭科の先生
非常に口うるさい先生であり、しばしば説教する。特に男女交際に関してはうるさく、しばしばひがむ。オールドミスであるので、それをダシに、生徒からからかわれることが多い。
美術の先生
あまり登場しない。しばしばセクハラをする。
体育の先生
典型的な熱血漢の先生である。非常に性格は単純であり、生徒からからかわれることも多い。恋愛に関しては比較的寛容である。
大谷君
工業高校在籍の男子生徒である。クラスの間ではスター的存在であり、しばしば大谷君に関する話題が登場する。しかし実際に登場することはあまりない。
せい子
肥満児の女子高生であり、しばしばクラスメイトから茶化される。当然体重にまつわる話が多い。しかし彼女は、存在感が非常に大きいため、ヤンキーな女子校生でさえも、圧倒されることがしばしばある。傾向としては、その子やよしこなど、色気の無い女子校生と一緒に登場することが多い。なつこたちのグループからは、しばしば利用されることもある。
その子
色気が無い女子校生として描かれている。年増女とレッテルを貼られる。三つ編みがトレードマーク。相当まじめな性格であるけど、よしこにはかなわない。せいこやよしこと一緒に登場することが多い。
よしこ
非常に生真面目な女子校生であり、メガネをかけている典型的な優等生である（生徒の中で、メガネをかけているのはよしこだけである）。風紀や規律にもうるさい。先生が校則を説明するとき、模範キャラとして登場することが多い。ヤンキーや美女からは敬遠される。勉強に関しては利用されることもある。

## 映画版
『本場ぢょしこうマニュアル 初恋微熱篇』のタイトルで1987年映画化。工藤夕貴主演・中田新一監督。東映東京撮影所製作、東映配給。カラー、ビスタサイズ、映倫番号：112318。
東京近郊の女子高校を舞台に3人の少女が経験する恋の悩みを明るく描く。同時上映『ビー・バップ・ハイスクール 高校与太郎行進曲』。

### キャスト
- 沢木みちこ：工藤夕貴
- 落合広実：白島靖代
- 加藤良子：佐藤恵美
- 風間夕子：伊藤かずえ
- 沢木秋子：蜷川有紀
- 大谷直人：杉本哲太
- 中野君介：宮川一朗太
- 山田順一：上杉祥三
- 小川悟：原田大二郎
- 三ッ橋昇：岡本信人
- 沢木とみ：今井和子
- 落合和男：伊武雅刀
- 落合伸代：松岡由利子
- 落合雄：江川芳文
- 松浦まつ江：もたいまさこ
- せいこ：しのざき美知
- よう子：渡辺千秋
- 鶴田忍[1]、中上知嘉[1]、比嘉ひとみ[1]、盛本真理子[1]
- 沢木辰三：藤岡琢也

### スタッフ
- 監督：中田新一
- 脚本：斎藤博・中田新一
- 原作：有間しのぶ
- 企画協力：東京U・T
- 企画：坂上順・和田徹・河瀬光
- 撮影：奥村正祐
- 美術：小澤秀高
- 音楽：鷺巣詩郎
- 音楽プロデューサー：天翔陽子
- 録音：上田武志
- 照明：山口利雄
- 監督補：天間敏広
- 助監督：花田深
- 編集：西東清明[1]
- 記録：椎塚二三
- 音響効果：原尚
- 演技事務：福岡康裕
- 現像：東映化学
- 進行主任：高井義典

### 製作
『東映春休み公開のヤング番組』として公開された。1987年1月の時点ではタイトルを単に『本場ぢょしこうマニュアル』と報道する媒体もあった。また公開は1987年3月14日と報道されていたが、一週遅れての公開になった。

#### 製作会見
1987年1月12日、東京六本木の鳥居坂ガーデンで製作発表が行われた。主演の工藤夕貴が会見で配られたアイスクリームを席上で食べ始め、「あ～ん、こぼしちゃったあ」と大騒ぎしたり、宣伝側の進行予定をガタガタにし、関係者やマスメディアを戸惑わせた。東映は「この役は充分彼女の"地"でやれる」と変な太鼓判を押した。工藤は当時、堀越学園高校一年在学中だったが、冬休みまでの出席日数が3日間で、「普段学校にいる時と同じように、キャピキャピに、すごく明るい映画にしてみせます」と言ったため、「普段学校?」とマスメディアに皮肉られた。
監督の中田新一は岡田茂東映社長に招聘されて、東映で『BE FREE!』と本作、『公園通りの猫たち』の3本映画を撮った。

#### 撮影
東映東京撮影所で、併映『ビー・バップ・ハイスクール 高校与太郎行進曲』の1987年1月10日クランクインに続き、1987年1月14日クランクイン。1987年2月20日頃クランクアップ予定。ロケは神奈川県横須賀市。東京は竹下通りや、明治通り側入口にあった原宿パレフランス、表参道の同潤会青山アパート、キデイランドなどが映る。竹下通りを工藤が白島を追いかけるシーンもある。セリフでは原宿ピンクドラゴンの話が出るが絵は映らない。
伊藤かずえとしのざき美知以外の女子高生役の女優は、実際に現役高校生世代。 劇中、女子高生が先生のこ〇んをズボンの上から握ったり、何度も「男が欲しい」というセリフが連発されたり、「初体験のときは痛いのか」「男の人のア〇ってさ、ア〇のときグッと〇きくなるんでしょう」等、女の子同士のセ〇〇スをめぐる会話が映画中ポンポンと飛び出す。ちぶさやお〇りを露出するヌ〇ドはないが、沢木みちこ（工藤夕貴、以下工藤）以外の女子高生を演じる出演者はどこかの場面で下着姿になる。また街をランニング中の女生徒のブ〇マーのお〇りをアップにし、それを自転車に乗った巡査がニヤニヤしながら後ろからな〇まわしたり、担任の先生役原田大二郎が、女生徒の着替え中に教室に入って来ても、「キャーッ！エッチ！」と2～3人から制服を顔に投げ付けられ、追い出されるわけでもなく、そのまま教室に入って来て、何事もなかったように生徒に指示を伝えるシーンもあり、メイン作『ビー・バップ・ハイスクール 高校与太郎行進曲』の客層に合わせたものと見られるが、今日では不可能な描写である。
魚屋の娘・工藤の部屋は 、ミッキーマウス&ミニーマウスとスヌーピーで装飾されるが、壁にジェームズ・ディーンのポスターが掛かり、工藤はジェームズ・ディーンに雰囲気が似る大谷直人（杉本哲太、以下杉本）に惚れる。杉本の実家は自転車屋で部屋にはジェニファー・コネリーのポスターが掛かる。杉本は工藤の親友・落合広実（白島靖代、以下白島）と付き合っているが、工藤はそれを知らず、杉本・白島も内緒にし、後半の原宿で鉢合わせるまで明かされない。白島の部屋には中森明菜のストライプ柄ジャケットのポスターが掛かる。加藤良子（佐藤恵美）はレ〇で一年先輩の風間夕子（伊藤かずえ）を好きになる。ガールズラブ（当時はその言葉はないため、レ〇と同〇愛がセリフに使われる）の話は当時としては先駆的だがあまり話が展開しない。せいこ（しのざき美知）らは当時はまだ全国にたくさん無かったと見られる高校女子サッカー部の所属。泥だらけのグラウンドで泥レス状態になる。劇中に工藤家の茶の間で家族で観るテレビに併映作のビー・バップ・ハイスクール一作目の有名な鉄橋ダイブシーンが映る。
エンドロールで流れる曲はおニャン子クラブの「セーラー服を脱がさないで」風。

### 作品の評価

#### 受賞歴
- 第9回ヨコハマ映画祭
  - 脚本賞 斎藤博（『愛しのハーフムーン』ほかと合わせて)
  - 最優秀新人賞 白島靖代